# Malemort
Malemort è un comune francese del dipartimento della Corrèze nella regione dell'Aquitania-Limosino-Poitou-Charentes.
È stato creato il 1º gennaio 2016 dalla fusione dei preesistenti comuni di Malemort-sur-Corrèze e Venarsal.
Il capoluogo è la località di Malemort-sur-Corrèze.